# Karsten Petersohn

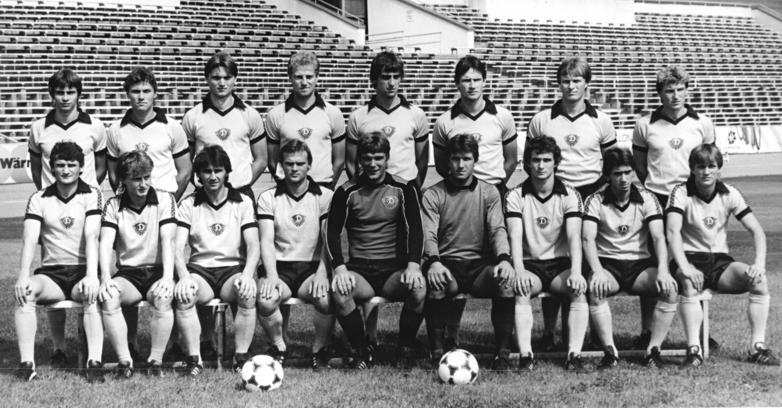
Karsten Petersohn (hintere reihe, vierter vorn links) mit Dynamo Dresden in 1982

Karsten Petersohn (* 10. September 1957 in Dresden) war Fußballspieler in Dresden und Bischofswerda. Er spielte für Dynamo Dresden und Fortschritt Bischofswerda in der DDR-Oberliga, der höchsten ostdeutschen Spielklasse. Mit Dynamo Dresden wurde er zweimal DDR-Meister. Später war er als Fußballtrainer tätig.

## Dynamo Dresden
Mit 14 Jahren kam Petersohn, Sohn des ehemaligen Dresdner Oberligaspielers Eberhard Petersohn, 1971 in die Nachwuchsabteilung der SG Dynamo Dresden. Nachdem er die Jugend- und der Juniorenmannschaft durchlaufen hatte, wurde er 1977 erstmals in Oberligaspielen eingesetzt. Sein erstes Oberligaspiel bestritt der 1,88 m große Sportlehrer-Student am 12. März 1977 in der Begegnung des 18. Spieltages Carl Zeiss Jena – Dynamo Dresden (0:2) als Rechtsaußenstürmer. Insgesamt kam Petersohn in der Saison 1976/77 auf drei Oberligaeinsätze, gehörte damit aber zur Meistermannschaft der Saison. In der Spielzeit 1977/78 trug er mit fünf Spielen zum Meisterschaftsgewinn der Dresdner bei. Auch in den folgenden Spielzeiten kam er nicht über den Status eines Ersatzspielers hinaus und bestritt zunächst nie mehr als fünf Punktspiele in der Oberliga. Im Jahr 1978 wurde er beim Europapokalspiel Dynamo Dresden – Partizan Belgrad (5:4 n. E.) in den letzten fünf Minuten eingesetzt. Erst nachdem Dynamo Dresden in der Saison 1980/81 drei Stammspieler wegen versuchtem „ungesetzlichen Grenzübertritts“ entlassen hatte, kam Petersohn besser zum Zuge und absolvierte in dieser Spielzeit 18 Oberligaspiele. In der Saison 1981/82 kam er nur zweimal zum Einsatz, als er den nicht spielbereiten Hartmut Schade vertrat. Danach schien sich seine Lage wieder zu verbessern, als er 1982/83 neben zwei Oberligaeinsätzen und dem Europapokalspiel BK Kopenhagen – Dynamo Dresden (2:1) in der Hinrunde gegen Ende der Saison vier Spiele am Stück als Libero für den verletzten Hans-Jürgen Dörner absolvierte. Die Dynamo-Verantwortlichen setzten jedoch nicht mehr auf Petersohn, versetzten ihn zunächst für 1983/84 in die Bezirksliga-Elf Dynamo II und delegierten ihn schließlich ein Jahr später endgültig aus.

## Fortschritt Bischofswerda
Nachdem Petersohn innerhalb von sieben Jahren 40 Oberligaspiele bestritten und dabei sechs Tore erzielt hatte, schloss er sich zu Beginn der Saison 1984/85 der Zweitliga-Gemeinschaft Fortschritt Bischofswerda an. Dort etablierte er sich sofort als Stammspieler und bestritt 31 der 34 ausgetragenen Punktspiele. In der Saison 1985/86 war er mit 29 Einsätzen und fünf Toren am Aufstieg in die Oberliga beteiligt. In seiner nun siebenten Oberligasaison, der ersten in Bischofswerda, absolvierte Petersohn alle 26 Punktspiele, in der Regel als Vorstopper. Die Ostsachsen konnten sich nicht in der Erstklassigkeit halten und spielten ab 1987/88 wieder in der DDR-Liga. Petersohn blieb weiterhin Stammspieler, bis er am Ende der Saison 1988/89 zunächst seine Laufbahn als Fußballspieler beendete.

## Trainer
Da er bereits im Besitz des Sportlehrer-Diploms war, übernahm er 1989 das Training der Nachwuchsoberliga-Mannschaft von Fortschritt Bischofswerda. Im Sommer 1990 kehrte Petersohn nach Dresden zurück und wurde beim Dresdner SC wieder Fußballspieler. Mit dem DSC gelang ihm in den folgenden zwei Spielzeiten der Aufstieg in Landesliga und in die damals drittklassige Amateur-Oberliga. Anschließend wurde er auch beim DSC Trainer, wo er hauptsächlich als Assistenztrainer tätig war – abgesehen von kurzen Phasen 1994 und 2001/02, in denen er Cheftrainer war. Zuletzt trainierte er die 2. Mannschaft des DSC. Ab Sommer 2004 war er Trainer beim Bezirksligisten Radebeuler BC 08, mit dem er 2009 in die sechstklassige Landesliga Sachsen aufstieg.